# لوكهيد إل-1049 سوبر كونستليشن
لوكهيد إل-1049 سوبر كونستليشن هي طائرة صنعت من قبل شركة لوكهيد الأمريكية من عام 1951 إلى 1958 و هي تنتمي إلى عائلة طائرة لوكهيد كونستليشن ، و صنعت طائرة إل-1049 كرد على طائرة دوغلاس دي سي-6 ، كما أن الطائرة أُنتجت للبحرية والقوات الجوية الأمريكيتين .

## المواصفات والمميزات

الخصائص العامة
- الطول:  ()
- باع الجناح:  ()
- الارتفاع:  ()

الأداء